# ETV2
ETV2 (англ. ETS variant 2) – білок, який кодується однойменним геном, розташованим у людей на короткому плечі 19-ї хромосоми. Довжина поліпептидного ланцюга білка становить 342 амінокислот, а молекулярна маса — 36 633.
| 10         |  | 20         |  | 30         |  | 40         |  | 50         |
| ---------- |  | ---------- |  | ---------- |  | ---------- |  | ---------- |
| MDLWNWDEAS |  | PQEVPPGNKL |  | AGLEGAKLGF |  | CFPDLALQGD |  | TPTATAETCW |
| KGTSSSLASF |  | PQLDWGSALL |  | HPEVPWGAEP |  | DSQALPWSGD |  | WTDMACTAWD |
| SWSGASQTLG |  | PAPLGPGPIP |  | AAGSEGAAGQ |  | NCVPVAGEAT |  | SWSRAQAAGS |
| NTSWDCSVGP |  | DGDTYWGSGL |  | GGEPRTDCTI |  | SWGGPAGPDC |  | TTSWNPGLHA |
| GGTTSLKRYQ |  | SSALTVCSEP |  | SPQSDRASLA |  | RCPKTNHRGP |  | IQLWQFLLEL |
| LHDGARSSCI |  | RWTGNSREFQ |  | LCDPKEVARL |  | WGERKRKPGM |  | NYEKLSRGLR |
| YYYRRDIVRK |  | SGGRKYTYRF |  | GGRVPSLAYP |  | DCAGGGRGAE |  | TQ         |

A: Аланін

C: Цистеїн

D: Аспарагінова кислота

E: Глутамінова кислота

F: Фенілаланін

G: Гліцин

H: Гістидин

I: Ізолейцин

K: Лізин

L: Лейцин

M: Метіонін

N: Аспарагін

P: Пролін

Q: Глутамін

R: Аргінін

S: Серин

T: Треонін

V: Валін

W: Триптофан

Задіяний у такому біологічному процесі, як альтернативний сплайсинг. 
Білок має сайт для зв'язування з ДНК. 
Локалізований у ядрі.